# دار عمل

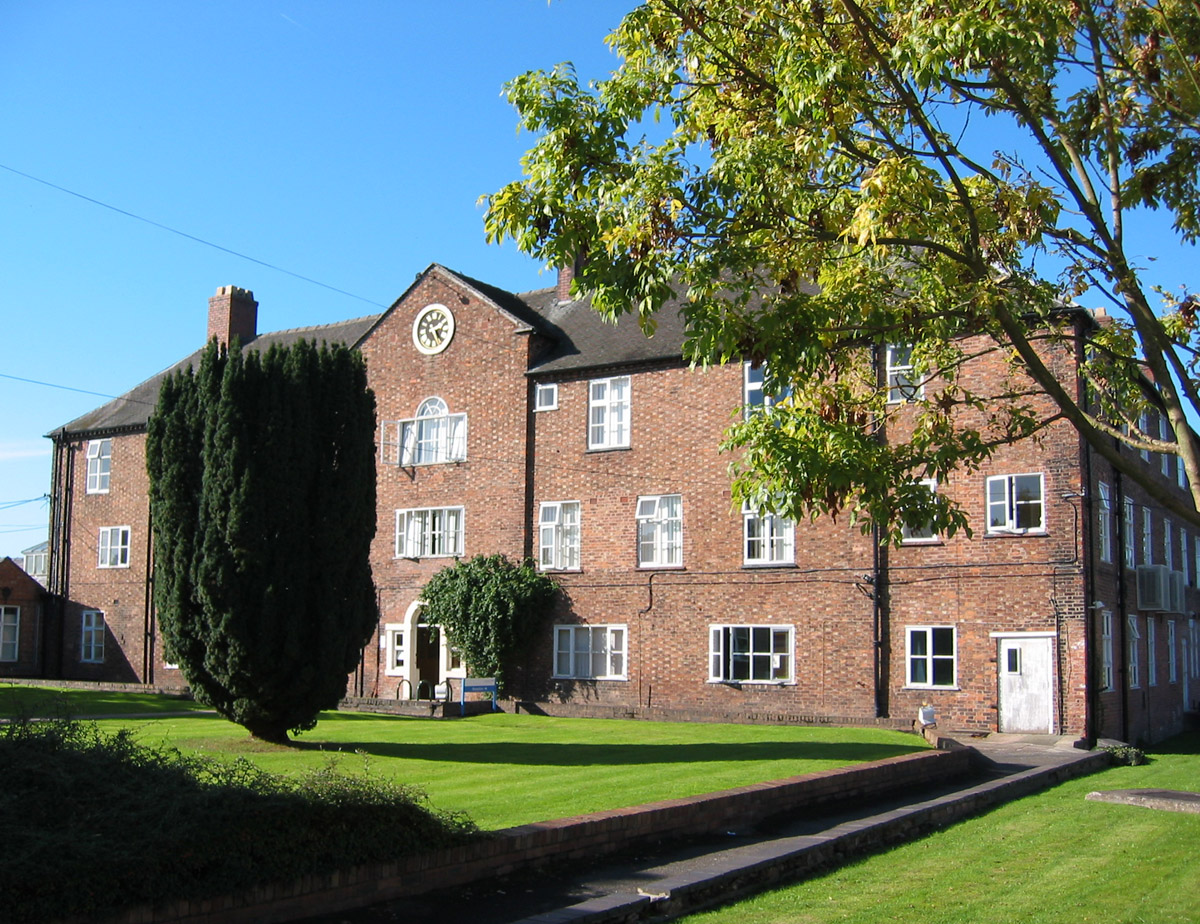
دار عمل بنانتويتش، يعود لعام 1780.

دار العمل، في بريطانيا، كانت مرفقًا يوفر فرصة عمل ومحل إقامة لغير القادرين على إعالة أنفسهم ماديًّا. وفي اسكتلندا، عُرفت دُور العمل عادةً باسم (منازل الفقراء). ويعود استخدام هذا المصطلح لعام 1631، حيث صدر في بيان عن رئيس بلدية أبينغدون، الذي صرح قائلًا: لقد أنشأنا في مدينتنا دار عمل لمساعدة شديدي الفقر لإيجاد فرصة عمل.
وتعود أصول فكرة إنشاء دور العمل إلى قانون الفقراء لعام 1388، الذي حاول التصدى لمشكلة نقص القوى العاملة بعد جائحة الموت الأسود وما خلفته في إنجلترا، ففي نهاية الأمر، أوجب على الحكومة تحمل مسؤلية دعم الفقراء. وعلى الرغم من ذلك، تفشت البطالة عقب نهاية الحروب النابليونية في عام 1815. ومع إدخال التكنولوجيا الحديثة لتحل محل المزراعيين، كان ذلك مؤشرًا على أنه بحلول أوائل ثلاثينيات القرن التاسع عشر، لن يستمر طويلًا النظام المعمول به لمساعدة الفقراء. وقد كان قانون الفقراء الجديد لعام 1834 يعمل جاهدًا على تغيير مسار الاتجاه الاقتصادى، وذلك من خلال منع أي محاولة لتقديم المساعدات لكل من يرفض الإلتحاق بدُور العمل. وكانت بعض السلطات تأمل في إدارة دور العمل بغرض الربح، عن طريق الإنتفاع من العمل المجاني لنزلائها. فقد كان معظمهم يعملون بلا مقابل في مهام مثل تكسير الحجارة، أو تكسير العظام لإنتاج الأسمدة.
وبدخول القرن التاسع عشر، تحولت دور العمل إلى ملاجئ للمسنين والعجزة والمرضى بدلاً من الفقراء الأصحاء. وفي عام 1929 صدر تشريع يسمح للسلطات المحلية بتولي مسؤلية مشفى دور العمل إلى جانب المستشفيات البلدية. وعلى الرغم من إلغاء دور العمل رسميًا بموجب نفس التشريع من عام 1930، إلا أن العديد من تلك الدُور واصل العمل تحت مسمى جديد وهو «مؤسسات المساعدة العامة» وكانت خاضعة لسيطرة السلطات المحلية. وبصدور قانون المساعدة الوطنية عام 1948، اختفت آخر بقايا قانون الفقراء ودور العمل على حد سواء.

## الخلفية القانونية والاجتماعية

### من العصور الوسطى إلى أوائل العصر الحديث
كان قانون الفقراء لعام 1388 محاولة للتصدى لقضية نقص العمالة الناجم عن الموت الأسود، الذي قضى على ما يقرب من ثلث سكان إنجلترا. وقد حدد القانون الجديد الأجور كما قيد حركة العمال، ووفقًا للمؤرخ ديريك فريزر، فإن الخوف من حدوث اضطراب إجتماعي بعد الطاعون، أدى إلى أن تتحمل الدولة بنفسِها مسؤولية دعم الفقراء. فجميع القوانين التي صدرت للتصدى لمشكلة التشرد كانت ممولة من الدولة لمساعدة الفقراء. وبدايةً من القرن السادس عشر فصاعدًا، تم بشكل قانونى التميز والتفريق بين فئتين، أولئك الذين كانوا على استعداد للعمل ولكنهم لا يجدون الطريق وبين من لديهم القدرة ولكن ليست عندهم الرغبة في العمل، بمعنى آخر، بين العاطلين الحقيقين وبين الكسالى. ولكن مشكلة دعم المشردين تفاقمت بعد حل أديرة الملك هنري الثامن، والتي كانت قد بدأت في العمل منذ عام 1536. وكانت تلك الأديرة مصدرًا حقيقيًا لتقديم المساعدات الخيرية، فقد وفرت العديد من فرص العمل المباشرة وغير المباشرة. واستمر قانون إغاثة الفقراء لعام 1576 يعمل تحت مبدأ «ما دمت مُعافى وتحتاج إلى الدعم، فعليك العمل للحصول عليه».
أما قانون إغاثة الفقراء لعام 1601، جعل الأبرشيات هي المسؤولة قانونيًا عن رعاية المتواجدين داخل حدودها، أولئك الذين لم يتمكنوا من العمل بسبب تقدم العمر أو المرض. وقد قسم هذا القانون الفقراء إلى ثلاث مجموعات. وبعد هذا التصنيف، اقُترح على الفقراء الأصحاء العمل في إصلاحية (كان ذلك مقدمة لدار العمل)، حيث من المفترض أن يتم فيها معاقبة الأخرين الكَسالى. كما اقتُرح بناء مساكن لإعانة الفقراء وكبار السن والعجزة، على الرغم من أن معظم المساعدات التي كانت تُمنح (كانت تعرف باسم بالمساعدات الخارجية) كانت عبارة عن: أموال بسيطة أو طعام أو ضروريات أخرى تُعطى لهؤلاء الفقراء في منازلهم دون اشتراط دخول المتلقي إلى المؤسسة، وتم تمويل كل ذلك من خلال ضريبة محلية فُرضت على ممتلكات أغنياء الأبرشية.

### العصر الجورجي

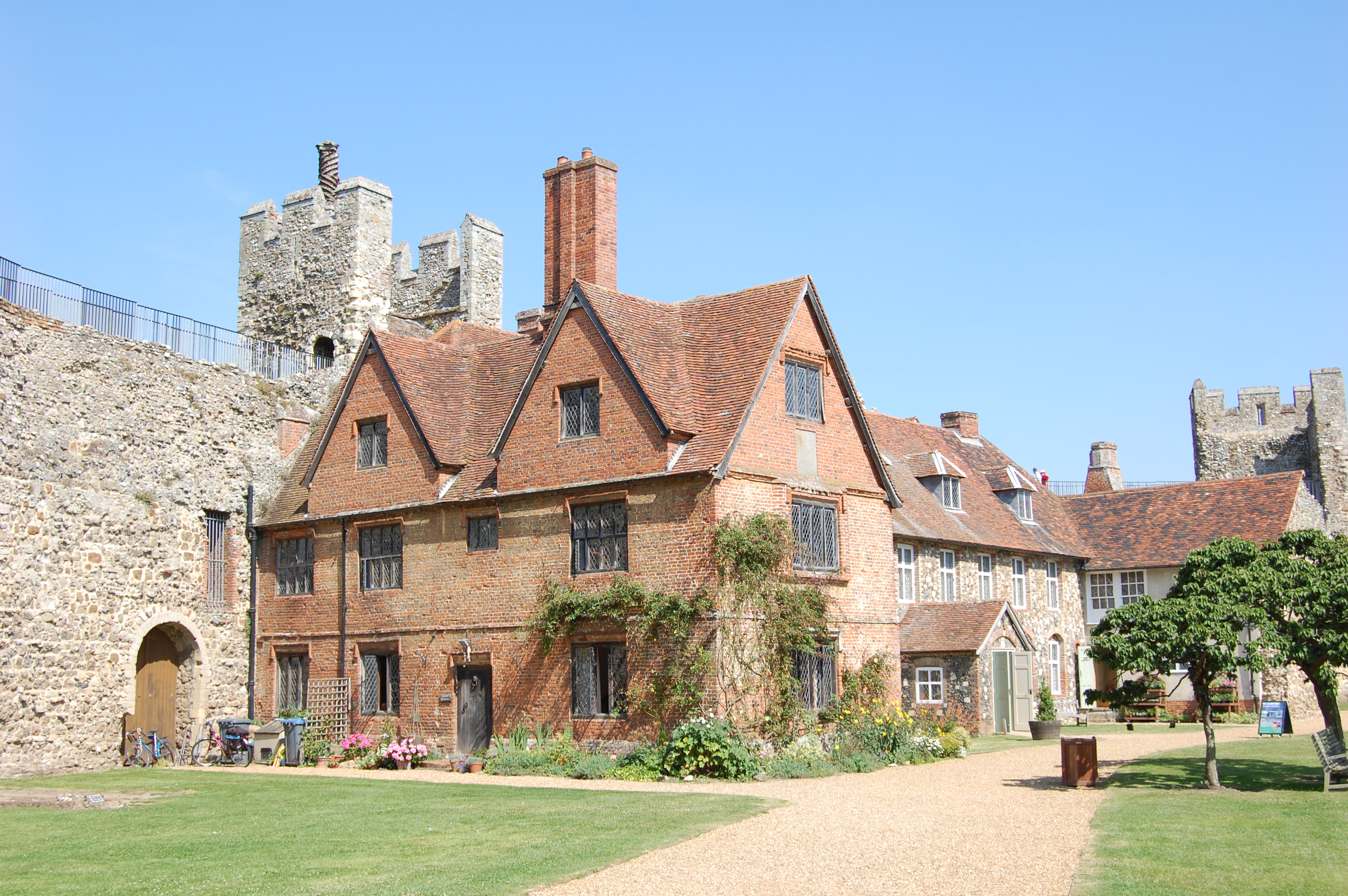
فى عام 1664، تم تأسيس" البيت الأحمر" كدار عمل في قلعة فراملينجهام، بسوفولك.

في القرن السابع عشر، تطور نظام دور العمل تدريجيًا، حيث سمح لأبناء الأبرشية بتخفيض الضرائب على أولئك الذين يشاركون في مساعدة الفقراء. وقُدر عدد دور العمل في إنجلترا وويلز بأكثر من 1800، بسعة إجمالية تزيد عن 90.000 مكان، وذلك وفق لإحصائية أُجريت من قِبل الحكومة عام 1776. وكان من العوامل الرئيسية وراء تلك الزيادة في عدد دور العمل هو قانون الاختبار لعام 1723، من خلال إلزام أي شخص يسعى للحصول على مساعدات بسبب الفقراء بالإلتحاق بدور العمل والقيام بقدر معين من العمل، الذي يكون عادةً بلا أجر (تحت ما يسمى بنظام الإغاثة الداخلي). كما ساهم قانون مساعدة الفقراء لعام 1782 الذي اقترحه توماس جيلبرت، في تعزيز تلك الزيادة، وكان يعرف باسم قانون جيلبرت. وكان هذا القانون يسمح للأبرشيات بتقسيم الضرائب المخصصة لمساعدة الفقراء فيما بينهم، بهدف تجميعها معًا من أجل إنشاء نقابات تُعرف باسم «نقابات جيلبرت»، لبناء وصيانة دور عمل أكبر لاستيعاب كبار السن والمرضى. أما بالنسبة للفقراء الأصحاء، كانوا يحصلون في المقابل على مساعدات خارجية أو فرص عمل محلية. وعلى الرغم من أنه تم إنشاء عدد قليل من نقابات جيلبرت، إلا أنه لم تمنح الأجور التكميلية في ظل «قانون سبينهاملاند» إلا في نهاية القرن18. فقد حرصت بعض السلطات المسؤلة عن قانون الفقراء على تقليل النفقات كلما أُتيح لها ذلك، حتى أُضطر بعض الأزواج إلى بيع زوجاتهم، حتى لا يصبحوا عبئًا ماليًا على الأبرشية. وقد تم الإبلاغ عن حالة مشابهة تعود لعام 1814، لزوجة وابن لرجل يدعى هنري كوك كانا يعيشان في دار عمل بإيفنغهام، حيث تم بيعهم في سوق كرويدون مقابل 5 بنسات، وتكفلت الأبرشية بمصاريف الرحلة وعشاء الزفاف.
وفي ثلاثينيات القرن التاسع عشر، كانت معظم الأبرشيات بها على الأقل دار عمل واحدة، لكن العديد منها كان يُدار بشكل سيء. وقد كتب السير فريدريك إيدن عام 1797، في عمله الصادر تحت عنوان «حالة الفقراء»: «دار العمل هو مبنى غير ملائم للمعيشة، ذا نوافذ صغيرة وغُرف ضيقة وسلالم مُظلمة. كما أنه مُحاط بسور مرتفع يُضفي عليه مظهر السجن ويمنع دخول الهواءالمتجدد. وفي كل غُرفة من 8 إلى 10أسِرَّة، لذا لا يمكنك أبدًا أن تنسى رائحتها، كما أنها مكان عامر بالحشرات. والممرات بحاجة شديدة إلى طلاء.» لم يكن يتم عادةً حساب المواليد أو الوفيات، لكن يمكنك أن تلاحظ بسهولة كبيرة ارتفاع في معدل الوفيات عند ظهور حالات الجدرى والحصبة والجمرة الخبيثة. ومن كل 131 نزيلا في الدار، كان يوجد 60 طفل.
وبدلاً من دُور العمل، وضعت بعض الأبرشيات (ذات الكثافة السكانية الأقل) الفقراء المشردين في مساكن مُستأجرة وقدمت الإعانات الخارجية لأولئك الذين في منازلهم. فأولئك الذين يلتحقون بدار العمل يمكنهم أن يكونوا ضمن حفنة من النزلاء أو ربما عدد يتجاوز المئات. فعلى سبيل المثال، بين عامي 1782 و1794، استوعبت دار عمل ليفربول من 900-1200 ما بين رجل وامرأة وأطفال مشردين. وقد كتب جورج نيكولز، أحد أعضاء تفويض قانون الفقراء، عام 1854، أنه يرى أن العديد من تلك الدُور ما هي إلا مصانع، فقال: «إن الهدف الأساسى من إنشاء دور العمل هو جنى الأرباح من عمل النزلاء، وليس لكونها أفضل وسيلة لمنح الإعانات، وفي نفس الوقت هي فرصة جيدة لإختبار حقيقة فقرهم. فما دار العمل في ذلك الوقت إلا شكل من أشكال المصانع، توظف الأسوء وتعمل على إفقار الأفضل.»

### قانون 1834
بحلول عام 1832، زادت النفقات المخصصة لمساعدة الفقراء محليًا حتى بلغت 7 ملايين جنية إسترليني سنويًا، أي أكثر من 10 شلن (0.50 جنيه إسترليني) لكل فرد من السكان، بزيادة تُقدر بنحو مليوني جنية إسترليني في عام 1784. وكان زيادة عدد الفقراء الذين يحتاجون إلى الدعم يدفع النظام إلى حافة الانهيار. وقد أدى الركود الاقتصادى الذي أعقب نهاية الحروب النابليونية في أوائل القرن التاسع عشر إلى زيادة أعداد العاطلين عن العمل، كما ساهم في ذلك، التطورات في المجال الزراعي، التي كانت تعني عدم الحاجة إلى عمالة كبيرة، فضلّا عن ثلاثة مواسم حصاد سيئة متتالية بدأت منذ عام 1828، وأحداث شغب سوينغ عام 1830، فكان الإصلاح أمرًا حتميًا.
وظن الكثيرون بأنه يُساء استخدام قانون إغاثة الفقراء بشكل كبير. وفي عام 1832، أسست الحكومة «لجنة مَلَكية» للتحقيق والبحث في كيفية تقديم الإغاثة للفقراء على وجه أفضل. وكانت النتيجة إنشاء لجنة مركزية لقانون الفقراء في إنجلترا وويلز بموجب قانون تعديل قانون الفقراء لعام 1834، المعروف أيضًا باسم قانون الفقراء الجديد، والذي لم يكن يُشجع على منح الإعانات الخارجية للقادرين بدنيًا. وتم تجميع الأبرشيات الفردية فيما يسمى «بنقابات قانون الفقراء»، حيث تكون مسؤولة بشكل مشترك عن إدارة تقديم المعونات لفقراء في مناطقها. وتم بناء أكثر من 500 نقابة على مدار الخمسين عامًا التالية. وفي مناطق أخرى من البلاد، كان هناك مقاومة شديدة لتلك المباني الجديدة، وقد اتسمت بعضُها بالعنف، لا سيما في الشمال الصناعي. فقد خسر العديد من العمال وظائفهم خلال الكساد الاقتصادي الكبير في عام 1837، وكان لديهم شعور قوي بأن كل ما يحتاجونه ليس دار العمل، ولكن مساعدات لمدة قصيرة تٌعينهم على تخطى تلك الأزمة. وبحلول عام 1838، تم تشكيل 573 نقابة تابعة للقانون في إنجلترا وويلز، وضمت 13427 أبرشية، ولكن لم تكن تلك النقابات تم إنشاءها في جميع البلاد حتى عام 1868. وهو نفس العام الذي تم فيه تطبيق قانون الفقراء الجديد على نقابات جيلبرت.
وعلى الرغم من النوايا غير المُصرح بها وراء قانون 1834، إلا أن المعونة استمرت متوقفة على الضريبة التي تُؤخذ من المحليين، وبالتالي كان هناك حافز اقتصادي قوي للإستفادة من بعض الثغرات في ذلك القانون مثل المرض في الأسُر لمنحهم معونات خارجية فقط، والسبب في ذلك أن التكلفة الأسبوعية للفرد كانت تبلغ نصف تكلفة تجهيز مكان له في دار العمل. بالإضافة إلى ذلك، تم تقييد الإعانات الخارجية من خلال بعض البنود بموجب «أمر منع المعونات الخارجية وفق قانون 1844»، والذي كان ينص على إنهاء توزيع الإعانات الخارجية على الفقراء الأصحاء. وفي عام 1846، من بين 1.33 مليون فقير، تم الإبقاء على 199000 فقط في دور العمل، من بينهم 82000 تم اعتبارهم قادرين بدنيًا، تاركين ما يقدر بنحو 375000 من الأصحاء للإعانات الخارجية. وعلى الرغم من ذلك، كان هناك استثناءات في فترات الضائقة الاقتصادية الشديدة، فإن التقديرات تُشير إلى أن حوالي 6.5٪ من السكان البريطانيين جرى إيواؤهم في دور العمل في أي وقت.

## دار العمل الفيكتورية الأولى

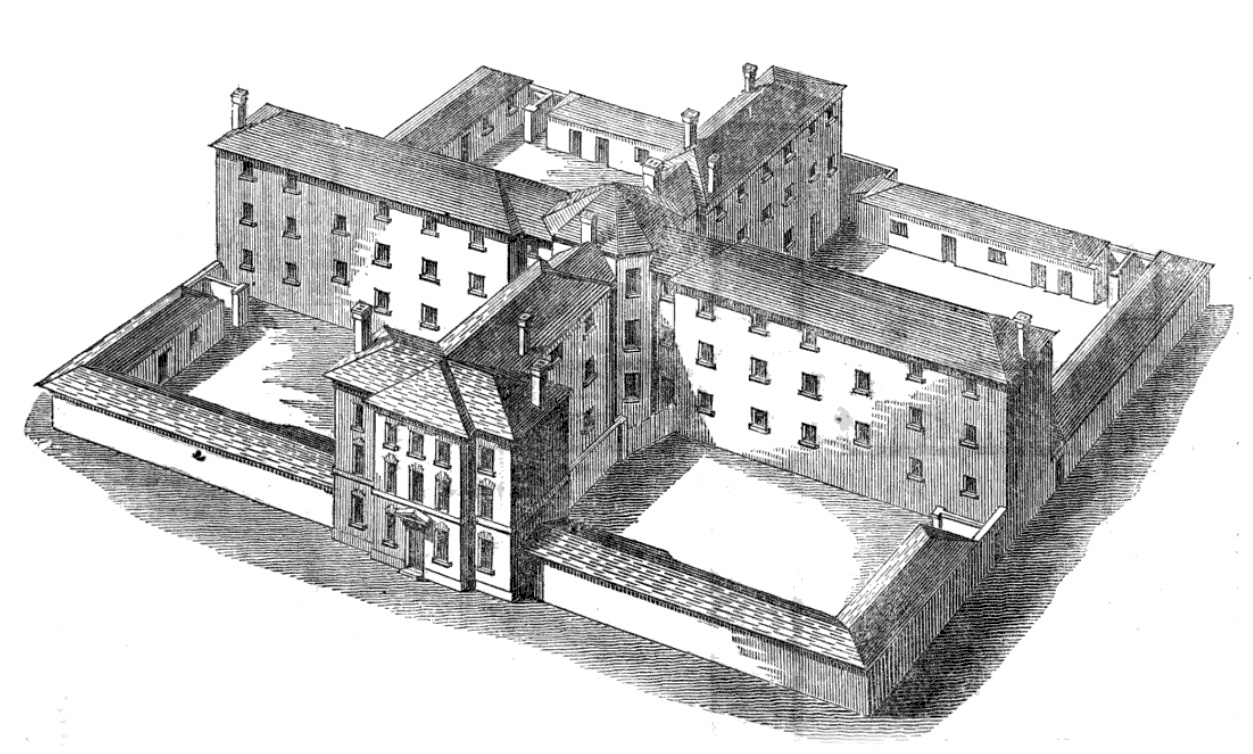
تصميم يرجع لكيمبثورن، لدار عمل تسع 300 فقير.

انتقد مفوضو قانون الفقراء الجُدد دُور العمل القائمة بشدة، وأصروا بشكل عام على استبدالها. واشتكوا قائلين: «بعيدًا عن الأعداد الكبيرة، فما نراه إلا ملجأ يتدرب فيه الصغار على الكسل والجهل والرذيلة، ويتعرض فيه كبار السن لكل أنواع العناء المتأصل في العيش في مثل هذا المجتمع».
وبعد عام 1835، تم بناء العديد من دور العمل في شكل مبانى مركزية تحيطها ساحات عمل وتدريب محاطة بجدران من الطوب. واقترحت اللجنة المفوضة أن كل دور العمل الجديدة ينبغى أن تسمح بفصل الفقراء، على الأقل في أربع مجموعات حتى يتم إسكانِهم بشكل منفصل: المجموعة الأولى تضم العجزة وكبار السن، والثانية الأطفال، والثالثة الرجال القادرين بدنيا، والأخيرة النساء القادرات بدنيًا. وكان يُشبه في إنشاءه أحد التصميمات الشهيرة التي تعود لسجن بانوبتيكون الذي صممه جيرمي بنثام، تصميم دائرى، عبارة عن أربعة مباني من ثلاثة طوابق في وسط كل منهم فناء مستطيل الشكل وبه مبانى خارجية من طابق واحد وكل هذا محاط بجدار، وهو تصميم يسمح بمراقب واحد مراقبة جميع النزلاء دون أن يكونوا قادرين على معرفة ذلك. هذا التصميم قام بإنشائه المهندس سامبسون كيمبثورن، حيث سمح بإنشاء أربع ساحات منفصلة للعمل والتدريب، واحدة لكل فئة من النزلاء. وكان الغرض من الفصل بين النزلاء تحقيق ثلاثة أهداف: لعلاج من هم في أمس الحاجة إلي ذلك، وردع الأخرين عن التسول، وكحاجز مادي ضد المرض الجسدي والعقلي. وقد تجادل المفوضون حول تلك المبانى المنشأة وفقًا لتصميم كيمبثورن وبأنها ستكون رمزًا للتغييرات الأخيرة، وقد أعرب أحد المفوضين المساعدين عن وجهة نظر مفادها أنها ستكون شيئًا «يُشعر الفقير أنه من المستحيل مقاومتها، كما أنها ستمنح الثقة للأوصياء على قانون الفقراء». وصرح آخر بأن التصميم الجديد يهدف إلى «إرهاب السكان الأصحاء». ولاحظ بعض منتقدي قانون الفقراء الجديد أوجه التشابه بين نموذج كيمبثورن وتصميم السجون، وشككوا بأن تكون مجرد مصادفة، حتى أن ريتشارد أوستلر أشار إلى أن هذة المؤسسات ما هي إلا «سجون للفقراء».
وبحلول أربعينيات القرن التاسع عشر، تضاءل بعض الحماس لاستخدام تصميمات كيمبثورن، بسبب المساحة المحدودة في المناطق المبنية، والقلق بشأن تهوية المباني، لذا ابتعدت بعض النقابات عن تصميم البانوبتيكون. وبين عامي 1840 و1870، تم بناء حوالي 150 دارًا للعمل، مصممة بشكل مبانى منفصلة لوظائف محددة. وعادةً ما كان مبنى الدخول يحتوي على مكاتب، في حين أن مبنى العمل الرئيسي يضم العديد من العنابر وغرف العمل، وكانت جميعها متصلة فيما بينها بممرات طويلة مصممة لتحسين التهوية والإضاءة. وبقدر المستطاع، كان يتم فصل كل مبنى بواسطة ساحة تمرين، لإستخدام فئة معينة من الفقراء.

### الدخول والخروج
عينت كل نقابة تابعة لقانون الفقراء واحد أو أكثر من الموظفين، وكانت مهمتهم هي زيارة المتقدمين لطلب الحصول على المساعدة وتقدير مستوى الإغاثة التي يجب أن يحصلوا عليها. وكان يتم منح حق الدخول مباشرة لدار العمل لأية متقدم في حالة إذا تم اعتباره في حاجة ماسة إلى مساعدة فورية. وأحيانًا كان يتم عوضًا عن ذلك، منحهم أموال أو سلع ضرورية تُعينهم حتى موعد الاجتماع المقبل للأمناء، الذين يقررون بدورهم مستوى الدعم المناسب وما إذا كان يجب إلحاق المتقدمين بدار العمل أم لا.
تم تصميم دور العمل بمدخل واحد فقط بحارس أمامه، حيث كان على النزلاء والزوار المرور من خلاله. وبالقرب من المدخل، كانت هناك عنابر طوارئ للمتشردين وغرف استراحة، حيث كان يتم تسكينهم حتى يقوم الطبيب الموكل بفحصهم. وبعد إجراء التقييم، يتم الفصل بينهم وتوزيعهم على الجناح المناسب لفئتهم: الفتيان تحت سن 14 عامًا، والرجال الأصحاء الذين تتراوح أعمارهم بين 14 و60 عامًا، والرجال الذين تزيد أعمارهم عن 60 عامًا، والفتيات دون 14 عامًا، والنساء الأصحاء بين 14 و60 عامًا، والنساء فوق سن الستين عامًا. وقد سُمح للأطفال الذين تقل أعمارهم عن عامين بالبقاء مع أمهاتهم، ولكن بمجرد دخولهم إلى دار عمل، يتم مصادرة مسؤليتهم تجاه ذويهم. كما يتم أيضًا أخذ ملابسهم وممتلكاتهم الشخصية ويتم تخزينها لإعادتها في حالة فصلهم من الدار. وبعد الاستحمام، كان يتم توزيع زي موحد عليهم، وكان عبارة عن: قميصًا قُطنيًا مخططًا، وجاكت وسروال، وقبعة من القماش للرجال، وللنساء فستان مخططا باللونين الأزرق والأبيض يتم ارتداؤه تحت سترة. كما كان يتم منحهم أحذية. وفي بعض المؤسسات، كانت الملابس هي طريقة للتمييز بين فئات معينة من النزلاء؛ على سبيل المثال، في دار عمل بريستول إنكوربوريشن، كان يُطلب من البغايا ارتداء فستان أصفر، والنساء الحوامل غير المتزوجات فستان أحمر؛ وقد تم رفض مثل هذه الممارسات من قِبل لجنة قانون الفقراء في توجيه صدر عام 1839 بعنوان «اللباس المشين للنساء الفاسقات في دور العمل»، ولكن هذه المظاهر استمرت على الأقل حتى عام 1866. وكان في بعض دور العمل ساحة منفصلة، يتم فيها احتجاز النزلاء المصابين بأمراض جلدية مثل الجرب، قبل السماح لهم بالدخول إلى العنبر المناسب لفئتهم. كما لم يتم التغافل عن الفقراء الذين يعانون من اضطرابات نفسية، والذين لم يكن يتم السماح لهم بدخول دار العمل إلا بعد أمر من طبيب الأبرشية. ولقد عزز قانون الفقراء وقانون الإصلاح الجنوني لعام 1853، حق اللجوء لدار العمل باعتباره المؤسسة المختارة للمرضى المصابين بجميع أشكال الأمراض العقلية. ومع ذلك، في الواقع كان يتم إيواء الأشخاص المعوزين الذين يعانون من مرض عقلي في دار عملهم المحلية.
كان الوضع في عنابر الطوارئ أسوأ مما كانت عليه غرف التسكين، فقد تم تصميمها خصيصًا لإهانة المشردين الذين كان يُنظر إليهم على أنهم من مثيري شغب وموبوءون. فأولئك الفقراء الذين يذهبوا ليلتحقوا بدار العمل يكونوا بدايةً تحت رحمة حارس البوابة، فهو الذي بيده السماح أو الرفض بتخصيص أماكن ليلًا لهم في عنبر الطوارئ. أما أولئك الذين يتم رفض دخولهم يكونوا عُرضة للسجن لمدة أسبوعين مع الأشغال الإجبارية إذا تم العثور عليهم يتسولون أو نائمون في العراء، لأن ذلك كان يُعد جريمة بموجب قانون التشرد لعام 1824.
كان عنبر الطوارئ في أوائل القرن التاسع عشر عبارة عن غرفة واحدة كبيرة مزودة بشراشف ودلو في منتصف الغرفة لقضاء الحاجة. ولم توفر سلطات قانون الفقراء في ريتشموند بلندن في منتصف أربعينيات القرن التاسع عشر سوى القش والخرق كشراشف، على الرغم من توافر الأسرة للمرضى. وفي مقابل الحصول على إقامة ليلية، كان يُطلب من الأشخاص الذين لا مأوى لهم القيام بقدر معين من العمل قبل مغادرتهم في اليوم التالي، على سبيل المثال، في (غيسبوروGuisborough) كان يُطلب من الرجال تكسير الحجارة لمدة ثلاث ساعات، ومن النساء قطف البلوط، قبل ساعتين من الإفطار وساعة بعده. وحتى صدور قانون الفقراء المؤقت عام 1882، كان من الممكن اطلاق سراح المتشردين قبل الساعة 11 صباحًا من اليوم التالي لدخولهم، ولكن بدايةً من عام 1883 فصاعدًا، كان لا بد من احتجازهم للعمل حتى الساعة التاسعة من صباح اليوم الثاني. أما أولئك الذين يتم قبولهم في دار العمل كان لا يُسمح لهم بالمغادرة حتى يتم احتجازهم لليوم الرابع من بعد دخولهم.
كانت البيانات المتوفرة حول معدلات الوفيات داخل دور العمل ضئيلة، ومع ذلك، ورد في الفيلم الوثائقي من الجدار إلى الجدار (Wall to Wall)، أسرار من دار العمل، تُشير التقديرات إلى أن 10 ٪ ممن تم قبولهم في ورشة العمل بعد قانون تعديل قانون الفقراء لعام 1834 ماتوا داخل تلك المنظومة.

### العمل
توقعت بعض سلطات قانون الفقراء أن الدفع مقابل العمل الذي يؤديه النزلاء، سيحقق ربحًا لدار العمل أو على الأقل سيحقق لهم الاكتفاء الذاتي، لكن الدخل القليل الذي استطاعوا تحقيقه لم يتكافئ أبدًا مع النفقات. أما في القرن الثامن عشر، كان النزلاء يُدارون بشكل سيئ ، فقد كانوا يفتقرون إلى الرغبة أو المهارات اللازمة للتنافس بفعالية مع صناعات السوق الحرة مثل الغزل والنسيج. وبعض دور العمل لم تكن أماكن للعمل، بل كانت بمثابة إصلاحيات.
تم تكليف العديد من نزلاء دار العمل بمهام مثل رعاية المرضى أو التدريس الذي يفوق قدراتهم، لكن معظمهم كانوا يعملون في مهام لا جدوى منها بشكل عام، مثل تكسير الحجارة أو إزالة القنب من أسلاك التلغراف. وعلى جانب آخر، كان تكسير العظام مفيدًا في إنتاج الأسمدة، وهي مهمة كان يقوم بها معظم النزلاء، إلى أن قام الفقراء الجوعى في دار عمل أندوفر في عام 1845 بأكل النخاع والشوائب من العظام (التي غالبًا ما تكون فاسدة) والتي كان عليهم سحقها لصنع الأسمدة. وكان ذلك بسبب قلة الحصص الغذائية التي حددها الأوصياء للفقراء. وأدت هذة الفضيحة إلى منع تكسير العظام بدور العمل واستبدال لجنة قانون الفقراء بمجلس قانون الفقراء في عام 1847. وبعد ذلك، تم تقنين عدة شروط من خلال قائمة من القواعد الواردة في النظام العام الموحد لعام 1847، والذي تضمنت إرشادات حول قضايا مثل النظام الغذائي، ومهام العاملين، واللباس، والتعليم، وقواعد الإنضباط، والشكاوى.
| الإستيقاظ          | من الساعة 5:00-6:00   |
| الإفطار            | من الساعة6:30–7:00    |
| العمل              | من الساعة7:00–12:00   |
| العشاء             | من الساعة 12:00–13:00 |
| العمل              | من الساعة 13:00–18:00 |
| وجبة مسائية إضافية | من الساعة 18:00–19:00 |
| وقت النوم          | الساعة 20:00          |

قامت بعض نقابات قانون الفقراء بإرسال الأطفال المعوزين إلى المستعمرات البريطانية، وخاصة إلى كندا وأستراليا، حيث كان من المأمول أن تُساهم ثمار عملهم في الدفاع عن الإمبراطورية وتمكين المستعمرات من شراء المزيد من الصادرات البريطانية. فعلى سبيل المثال، أرسلت مدرسة المزرعة الخيرية المعروفة باسم بيت الأطفال أكثر من 1000 ولد إلى المستعمرات بين عامي 1850 و1871، وكان تم أخذ العديد منهم من دور عمل. وفي عام 1869، بدأت ماريا راي Maria Rye وآني ماكفيرسون Annie Macpherson، بأخذ مجموعات من الأيتام والأطفال من دور العمل إلى كندا، وقد تم استقبال معظمهم من قِبل أسر من المزارعين في أونتاريو. وقد دفعت الحكومة الكندية رسومًا رمزية للسيدات عن كل طفل يتم تسليمه، ولكن تم تغطية معظم التكاليف من قِبل الجمعيات الخيرية أو نقابات قانون الفقراء.
وقد كان يُتوقع من النزلاء المسنين أن يقوموا بنفس نوعية العمل التي يقوم به الرجال والنساء الأصغر سنًا، على الرغم من الإمتيازات التي حصلوا عليها بسبب ضعفِهم وعدم قدرتهم على ذلك. فأحيانًا كان يُطلب منهم تقطيع الحطب أو تنظيف العنابر أو القيام بمهام منزلية أخرى. وفي عام 1882، أنشأت «ليدي برابازون» مشروعًا لتوفير مهنة بديلة للنزلاء غير القادرين على العمل، وكان يُعرف باسم «برنامج برابزون Brabazon scheme». وتم تدريب المتطوعين على الحرف اليدوية مثل الحياكة والتطريز وصناعة الدانتيل، وكانت «السيدة برابازون Lady Brabazon» تتحمل بنفسها كافة التكاليف في البداية. وعلى الرغم من أن هذا المشروع لم يؤتي ثماره بالشكل المتُوقع، إلا أنه عندما اكتشفت دور العمل أن البضائع التي يتم إنتاجها قابلة للبيع ويمكن أن تجعل المشروع يمول ذاتيًا، انتشر البرنامج تدريجياً في جميع أنحاء البلاد، وبحلول عام 1897 كان هناك أكثر من 100 فرع.

### النظام الغذائى
في عام 1836، وزعت لجنة قانون الفقراء ستة أنظمة غذائية على نزلاء دور العمل، وكان من المفترض أن تختار كل نقابة مسؤلة عن قانون الفقراء واحدًا بناءً على ظروفهم المحلية. وعلى الرغم من أن الطعام لم يكن متنوعًا إلا أنه بشكل عام كان مناسبًا من الناحية التغذوية، ووفقًا للسجلات المعاصرة كان يتم إعداده بعناية فائقة. وكان هناك إرشادات عامة خاصة بالنظام الغذائى بالإضافة إلى أوقات مُخصصة لكل فئة من النزلاء. وكان يتم اختيار الوجبات المختلفة يوميًا من قائمة المنتجات الغذائية. على سبيل المثال، كان الإفطار عبارة عن خبر وعصيدة يتبعه وجبة الغداء التي تتكون من اللحم المطبوخ ولحم الخنزير المخلل أو لحم الخنزير المقدد مع الخضروات والبطاطس والحساء أو الدامبلنغ أو الأرز بالحليب. أما بالنسبة للوجبة الإضافية فعادة ما كانت عبارة عن الخبز والجبن والمرق، وأحيانًا كانت تتكون من الزبدة أو البطاطس.
كانت دور العمل الكبيرة تحتوى على غرف طعام منفصلة للرجال وأخرى للنساء، أما بالنسبة لدور العمل الأصغر والتي لم يكن بها غُرف طعام خاصة للرجال والنساء، كانت تقوم الدار بترتيب أوقات الوجبات لتجنب حدوث أي احتكاك بين الجنسين.

### التعليم

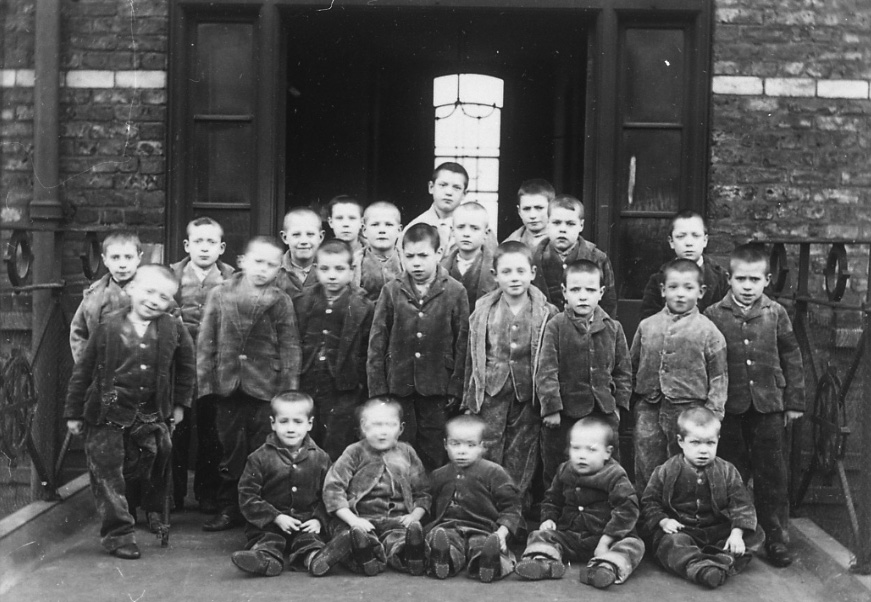
مجموعة من الأطفال عام 1895–97، بدار عمل "كرومسول Crumpsall"

تم توفير التعليم للأطفال، ولكن المعلمين في دار العمل كانوا يمثلون مشكلة خاصة، فقد كانوا يتقاضون رواتب قليلة، إلى جانب عدم وجود أي تدريب منهجى، فضلَا عن كونهم أمام أعداد كبيرة من الأطفال المشاغبين غير المهتمين بدروسهم. لذا لم يواصل أحد منهم القيام بتلك الوظيفة. وفي محاولة لإجبار دور العمل على تقديم المستوى الأساسي من التعليم على الأقل، صدر قانون في عام 1845 يقضي بأن يكون جميع الفقراء المبتدئين قادرين على الأقل على قراءة وثائق العقد الخاصة بهم والتوقيع عليها. وفي أربعينيات القرن التاسع عشر، تم إنشاء معهد في «كنيلر هول Kneller Hall» بتويكنهام، لتدريب مُعلمي دور العمل، لكن تم إغلاقه في العِقد التالي.
وقد تم تدريب بعض الأطفال على مهارات تُفيد الحى التي يتواجدون به. ففى شروزبري، تم إلحاق الأولاد بورشة العمل اللاحقة لدار العمل المتواجدون بها، بينما تم تكليف الفتيات بالغزل وصنع القفازات والوظائف الأخرى «المناسبة لجنسهن وأعمارهن وقدراتهن». أما في دار عمل القديسة سانت مارتن، تم تدريب الأطفال على غزل الكتان وقطف الشعر وتمشيط الصوف. كما كان هناك علاقات تربط دور العمل مع الصناعة المحلية، ففى نوتنغهام، كان الأطفال العاملون بمصنع قطن يربحون ما يقرب من 60 جنيهًا إسترلينيًا سنويًا من داخل دار العمل.

### الدين
لعب الدين دورًا مهمًا في داخل منظومة دار العمل، فقد كانت الصلوات تُقرأ يوميًا على الفقراء قبل الإفطار وبعد العشاء. وكان يُطلب من كل نقابة تابعة لقانون الفقراء تعيين قسيس لرعاية الاحتياجات الروحية لنزلاء دار العمل. وكانت تُقام عادة الشعائر الدينية في قاعة الطعام، لإن قِلة من دور العمل التي كانت متواجدة حينئذ هي التي كانت بها كنيسة صغيرة منفصلة. وفي بعض أجزاء البلاد، ولا سيما في كورنوال وإنجلترا الشمالية، كان عدد المخالفين أكثر من أعضاء الكنيسة المعمول بها؛ ونظرًا لأن البند 19 من قانون الفقراء لعام 1834 كان يمنع إى إجراء يتم من خلاله إجبار أحد النزلاء على حضور قداس الكنيسة «بطريقة تتعارض مع مبادئهم الدينية»، لذا أُجبر المفوضون على مضض على السماح لغير الإنجليكان بمغادرة دار العمل أيام الأحد، بشرط أن يتمكنوا من تقديم شهادة حضور موقعة من الوزير المسؤول عن ذلك عند عودتهم.
كما تم تقديم مجموعة متنوعة من التشريعات خلال القرن السابع عشر للحد من الحقوق المدنية للكاثوليك. وعلى الرغم من إزالة جميع القيود تقريبًا المفروضة على الكاثوليك في إنجلترا وأيرلندا بموجب قانون التحرر الكاثوليكي لعام 1829، إلا أنه بقي قدر كبير من المشاعر المعادية للكاثوليكية. حتى في المناطق ذات الكثافة السكانية الكاثوليكية، مثل ليفربول، فكان تعيين قسيس كاثوليكي أمرًا غير وارد حدوثه. حتى أن بعض الأوصياء منعوا دخول الكهنة الكاثوليك إلى دار العمل.

### الإنظباط
كان يُطبق الإنضباط بصرامة في دور العمل، فبالنسبة للمخالفات البسيطة مثل السب أو التظاهر بالمرض، فكان يتم منع الفاعل من الطعام لمدة تصل إلى 48 ساعة. أما بالنسبة للمخالفات الأكثر خطورة مثل العصيان أو السلوك العنيف، فكان يتم حبس الشخص المتمرد لمدة تصل إلى 24 ساعة، وقد يتم منعه من الطعام أيضًا. أما الفتيات الصغيرات فقد عُوقبن بنفس طريقة معاقبة البالغين، أما الأولاد الذين كانت تقل أعمارهم عن 14 عامًا كانوا يتعرضوا للضرب "بعصا أو بأداة أخرى، وذلك حسب ما اتفق عليه الأوصياء. أما من يُحضر خمورًا إلى دار العمل فحاله كحال المتمرد باستمرار، يُؤخذ ويُعرض أمام قاضى الصُلح وقد ينتهى به الحال إلى السجن. وقد كان يتم تسجيل جميع العقوبات في دفتر خاص بذلك، حيث كان يتم التحقق منه بانتظام من قِبل الأوصياء.

### الإدارة وطاقم العمل
على الرغم من أن المفوضين كانوا مسؤولين عن الإطار التنظيمي والرقابي الذي تعمل من خلاله نقابات قانون الفقراء، إلا أن كل نقابة كانت تُدار من قِبل مجلس أوصياء مُنتخب محليًا، والذي يتألف من ممثلين عن كل من الأبرشيات المشاركة، وكان يساعدهم في ذلك ستة أعضاء يتمتعون بنفس الحقوق بحكم منصبهم. وكان الأوصياء عادة ما يكونوا مزارعين أو تجارًا، لذا كان أحد أدوراهم هو التعاقد لتوريد جميع البضائع لدور العمل، وبذلك أثبت هذا المنصب أنه مُربحًا لهم ولإصدقائهم. وعلق سيمون فاولر على ذلك قائلاً: «من الواضح أن إسناد العقود إلى الأوصياء ينطوي على قدر كبير من الفساد، الذي هو بالفعل منتشرًا في جميع أنحاء منظومة قانون الفقراء».
وعلى الرغم من أن قانون 1834 سمح للمرأة بأن تكون ضمن الأوصياء على دار العمل بشرط استيفائها لمتطلبات الملكية، إلا أنه لم يتم انتخاب أول امرأة حتى عام 1875.
كان لكل دار عمل طاقم من الموظفين بدوام كامل، وغالبًا ما كان يُشار إليهم باسم الموظفين الداخليين. وكان يرأسهم المدير أو الرئيس، الذي يتم تعيينه من قِبل مجلس الأوصياء. وتم تحديد مهامه في سلسلة من التعليمات الصادرة عن مفوضي قانون الفقراء. أما بالنسبة إلى الإدارة العامة لدار العمل، فقد كان يُتطلب من الرؤساء تأديب النزلاء إذا دعت الحاجة لذلك بالإضافة إلى زيارة كل جناح مرتين يوميًا الساعة 11 صباحًا و9 مساءً. كانت النساء والأطفال دون السابعة من مسؤولية المُشرِفَة، وكذلك التدبير المنزلي بشكل عام. وعادة ما كان الرئيس والمُشرفة زوجان، مكلفان بإدارة دار العمل بأقل تكلفة وأقصى كفاءة وبأقل أجور ممكنة.
دور العمل الكبيرة، مثل وايت تشابل، كانت تستوعب الآلاف من الفقراء، ويعمل بها ما يقرب من 200 موظف. أما بالنسبة لدار عمل أصغر فقد يكون بها فقط، حارس للدار وممرضة مساعدة فضًلا عن الرئيس والمُشرفة. وكان دار العمل النموذجى يستوعب 225 نزيلاً ويضم خمسة موظفين، من ضمنهم قسيس ومسؤل طبي يعملان دوام جزئي. وكان انخفاض الأجور يُعني أن العديد من الأطباء كانوا عديمي الخبرة. وزيادة على ذلك، كانوا يضطرون في معظم الأوقات إلى تحمل تكاليف الأدوية أو الضمادات أو الإمدادات الطبية الأخرى اللازمة لعلاج مرضاهم.

## التطورات الأخيرة
بدأت موجة ثانية كبيرة من بناء دور للعمل في منتصف ستينيات القرن التاسع عشر، نتيجة لتقرير إدانة صدر عن مفتشي قانون الفقراء حول الظروف الموجودة في المستشفيات في لندن والمقاطعات. ففي إحدى دور العمل في ساوثوارك، بلندن، لاحظ أحد المفتشين أن دار العمل لا توفر المستلزمات الطبية الضرورية. وبحلول منتصف القرن التاسع عشر، أصبح هناك وعى بأن الغرض من دار العمل لم يعد يُمثل رادع للفقراء القادرين جسديًا، وأعتُبر الجيل الأول من المباني غير ملائم بشكل كبير. وتم بناء ما يقرب من 150 دار عمل جديدة، بشكل رئيسي، في لندن ولانكشير ويوركشاير بين عامي 1840 و1875، وقد بدأ تبنى أساليب معمارية بسمات إيطالية أو إليزابيثية، لتتناسب بشكل أفضل مع محيطها، فضلًا عن تقديم وجه أقل ترهيبًا. وأحد الأمثلة الباقية على ذلك البوابة في ريبون Ripon.
وفي عام 1878، تم افتتاح مستشفى مانشستر، وكان يتألف من سبعة عنابر متوازية من ثلاثة طوابق مفصولة بـ 80 قدمًا، وكان كل عنبر يشتمل على 31 سريراً ومطبخ للممرضة المسؤلة ودورات مياه. وبحلول بداية القرن العشرين، تم تجهيز دور العمل الجديدة وفقًا «لمعايير مذهلة للغاية»، ففى عام 1903، تم افتتاح دار عمل في هانسليت Hunslet، وكان بها مرجلين فضلّا عن وقادة أوتوماتيكية لتوفير التدفئة والمياه الساخنة في جميع أنحاء المبنى، ومولد كهربائي لتوفير الكهرباء لـ 1130 مصباحًا كهربائيًا للمؤسسة ومصاعد كهربائية في جناح المستشفى.
أما بالنسبة لتعليم الأطفال، فقد كان يُمثل معضلة. فكان يتم توفيره بالمجان في دار العمل ولكن كان يتحمل تكاليفه «الفقراء فقط». ولم يتم توفير التعليم الابتدائي المجاني لجميع الأطفال في المملكة المتحدة حتى عام 1918.
وبحلول أواخر الأربعينيات من القرن التاسع عشر، كانت معظم دور العمل خارج لندن والمدن الإقليمية الأكبر تأوى فقط «العجزة والمسنين والمرضى». وبحلول نهاية القرن، كان حوالي 20 في المائة فقط من الذين تم قبولهم في دور العمل ما بين عاطل عن العمل أو شديدي الفقر، لكن حوالي 30 في المائة من النزلاء كانت تزيد أعمارهم عن 70 عامًا.
وفي عام 1871، انتقلت مسؤلية إدارة قانون الفقراء إلى مجلس الحكومة المحلى، وسرعان ما تحول من كونه دار عمل يأوى الفقراء المحتاجين فقط إلى قيامه بدور الرعاية للمرضى والمحتاجين على حد سواء. وقد سمح قانون الوقاية من الأمراض لعام 1883، للمستشفيات الخاصة بدار العمل بتقديم العلاج لغير الفقراء والنزلاء على حد سواء.
وأفادت اللجنة الملكية لعام 1905 أن دور العمل سابقًا لم تتعامل بشكل مناسب مع الفئات المختلفة التي كانت تقيم بها، وأوصت بإنشاء مؤسسات خاصة لكل فئة من الفئات الفقيرة، بحيث يتم التعامل معهم بشكل مناسب من قِبل موظفين مدربين على ذلك بشكل صحيح. وفي 24 من يناير عام 1918، ذكرت صحيفة الديلي تلغراف أن لجنة الحكومة المحلية المعنية بقانون الفقراء قدمت إلى وزارة إعادة الإعمار تقريرًا يوصي بإلغاء دور العمل ونقل مهامها إلى منظمات أخرى.
وفي عام 1929، منح قانون الحكومة المحلي السلطات المحلية سلطة تولي عيادات دار العمل إلى جانب المستشفيات المحلية، على الرغم من أنه خارج لندن لم يُطبق بشكل كبير. وتم إلغاء منظومة دار العمل في المملكة المتحدة بموجب نفس القانون في 1 أبريل عام 1930، لكن العديد من دور العمل أعيدت تسميتها بمؤسسات المساعدة العامة، وكانت تحت قيادة مجالس الأقاليم المحلية. وعند اندلاع الحرب العالمية الثانية عام 1939، تم إيواء ما يقرب من 100000 شخص في دور العمل السابقة، وكان من بينهم 5629 طفلًا.
وفي عام 1948، ألغى قانون المساعدة الوطنية آخر بقايا قانون الفقراء فضلًا عن دور العمل. وتم تحويل العديد من مباني دور العمل إلى دار للمسنين تحت إدارة السلطات المحلية. أما بالنسبة لدار عمل «كامبرويل» (في بيكهام، جنوب لندن) استمرت حتى عام 1985 كمأوى لأكثر من 1000 رجل مُشرد، وكانت تحت إدارة وزارة الصحة والضمان الاجتماعي وتم إعادة تسميته إلى مركز إعادة التوطين. أما دار عمل ساوثويل، التي هي الآن مُتحف، ظلت حتى أوائل التسعينيات كمأوى مؤقت للأمهات والأطفال.

## النظرة الحديثة
لم يصدر قانون الفقراء لمعالجة قضية الفقر، التي كانت تُعتبر القدر الذي لا مفر منه لكثير من الناس، ولكن كان معنيًا بقضية الفقر الذي هو عدم قدرة الفرد على إعالة نفسه، وفي عام 1806، علق باتريك كولكوهون Patrick Colquhoun على ذلك قائلًا: «الفقر ... هو أكثر عنصر ضروري ولا غنى عنه في المجتمع، وبدونه لا يمكن للدول والمجتمعات أن تعيش في حالة حضارة. إنه قدر الإنسان، وهو مصدر للثروة، لأنه بدون فقر لن يكون هناك عمل، وبدون عمل لن يمكن أن يكون هناك أثرياء ولا رفاهية، ولا منفعة لأولئك الذين قد يمتلكون الثروة».وعلق المؤرخ سايمون فاولر قائلًا: بأن دور العمل «كانت مصممة إلى حد كبير لتأوى مجموعة من العاطلين عن العمل والكسالي، لكن هذة الصورة تقريبًا كانت خارج تصور جيل كامل من الاقتصاديين السياسيين». كذلك وصف فريدريك إنجلز دوافع واضعي قانون الفقراء الجديد لعام 1834 بالقول «تلك القوانين لم توضع إلا لإجبار الفقراء على البقاء على سرير من البروكرست ليناسب نظرياتهم السابقة، ولتطبيق ذلك تم التعامل معهم بوحشية شديدة».
أما بالنسبة للمؤرخ م. أ. كروثر M. A. Crowther، فلم يكن الغرض من العمل داخل دور العمل واضحًا له. ففي الفترة الأولى من إنشاء دور العمل، كان العمل لأحد غرضين أما كوسيلة للعقاب وأما ليحقق دخل للأبرشيات، ولكن خلال القرن التاسع عشر أصبحت فكرة العمل كعقاب غير عصرية. وسادت فكرة أن العمل يجب أن يكون لغرض إعادة تأهيل نزلاء دور العمل من أجل استقلالهم النهائي، وبالتالى يجب أن يتم في المقابل مكافأتهم ولكن بما لا يزيد عن احتياجاتهم حتى يكون لديهم حافز للبحث عن عمل في مكان آخر.